# Шейковський Олександр Іванович
Олекса́ндр Іва́нович Шейковський (21 жовтня 1880 — 9 липня 1933) — український радянський флотоводець. Командувач Червоного флоту Української СРР (03.1919-08.1919).

## Біографія
Народився 21 жовтня 1880 року. У 1902 році закінчив Морський Кадетський Корпус унтер — офіцером. У 1903 закінчив Штурманський офіцерський клас. Володів англійською мовою.
Зарахований в штурманські офіцери: 2 розряду (1903), 1 розряду (1906). Зарахований в: Мічмани (06.05.1902), Лейтенанти "за відміну в справах проти ворога (29.11.1904) зі старшинством в чині з (26.11.1904), Старші лейтенанти «за відмінність по службі» (06.12.1909), Капітани 2 рангу (14.04.1913) зі старшинством в чині з (14.04.1912), Капітани 1 рангу (28.06.1917).
На крейсері II рангу «Новик»: Вахтовий офіцер (08.09.1902 — 29.08.1903), Штурманский офіцер(29.08.1903 — 07.08.1904).
У Морському Корпусі: Молодший відокремлений Начальник (04.11.1906 — 17.06.1910), флагманський штурманський офіцер Штабу
Начальника Окремої загону судів призначених для плавання з Корабельної Гардемарини (1909—1910), Старший
відокремлений Начальник (17.06.1910 — 07.01.1913). Виконувач флагманського штурманського офіцера Штабу
Командувача Навчального загону Морського Корпусу (1912). Старший офіцер навчального судна «Воїн» (07.01.1913 — 1914).
Старший відокремлений Начальник Морського Й. І. В. Спадкоємця Цесаревича Корпусу (25.08.1914 — 1915). Начальник
дивізіону навчальних судів Навчального Загону Морського Й. І. В. Спадкоємця Цесаревича Корпусу (1915—1916), Командир
навчального судна «Муссон» (01.06.1915 — 1916). Ротний Командир Морського Й. І. В. Спадкоємця Цесаревича Корпусу
(18.05.1915 — 1916). Флагманський штурманський офіцер Штабу Командувача флотилією Північного Льодовитого океану
(21.12.1916 — 1917). Командир крейсера «Аскольд» (04.07.1917 — 1918).
Командувач Червоного флоту Української СРР (03—08.1919).
9 липня 1933 — помер в Стамбулі.

## Нагороди та відзнаки
- Орден Св. Станіслава 3 ступеня з мечами та бантом (21.04.1904),
- Орден Св. Анни 3 ступеня з мечами та бантом (11.10.1904),
- Орден Св. Володимира 4 ступеня з мечами та бантом (02.04.1907),
- Орден Св. Станіслава 2 ступеня з мечами (22.12.1908),
- Орден Св. Анни 2 ступеня (06.04.1914),